# Ville Lång
Ville Lång (ur. 14 lutego 1985 w Lahti) – fiński badmintonista. Czterokrotnie zdobył Mistrzostwo Finlandii (2005, 2006, 2007 i 2008). W 2003 roku zdobył brązowy medal na Mistrzostwach Świata Juniorów.
Brał udział w Letnich Igrzyskach Olimpijskich w 2008 roku. W swoim pierwszym meczu pokonał Ukraińca Władysława Druzczenko (21:12, 21:19). W 1/16 finału wygrał z Amerykaninem Raju Raiem (21:9, 21:16). Z turnieju odpadł po porażce z Indonezyjczykiem Sony Dwi Kuncoro (13:21, 18:21) w 1/8 finału, na igrzyskach w Londynie odpadł w fazie grupowej.